# Medizinische Berufsfachschule (Leipzig)

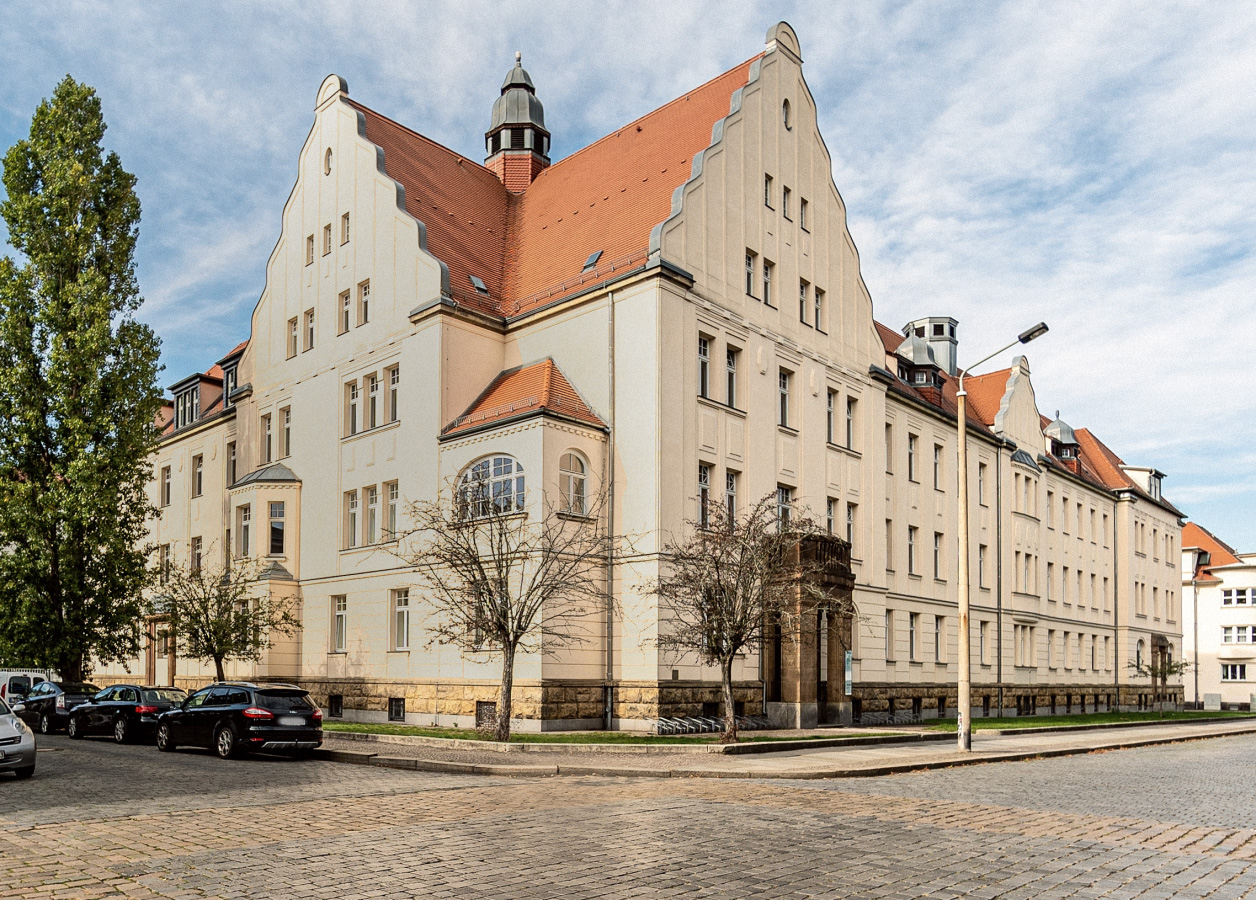
Medizinische Berufsfachschule (2020)

Die Medizinische Berufsfachschule ist das Schulgebäude der Medizinischen Berufsfachschule am Universitätsklinikum Leipzig in der Leipziger Nordvorstadt. Es steht unter Denkmalschutz.

## Lage und Architektur
Die Medizinische Berufsfachschule hat die Adresse Richterstraße 9/11 und liegt gegenüber dem Richterplatz. Ihre Seitenflügel reichen in die Trufanow- und die Ehrensteinstraße.

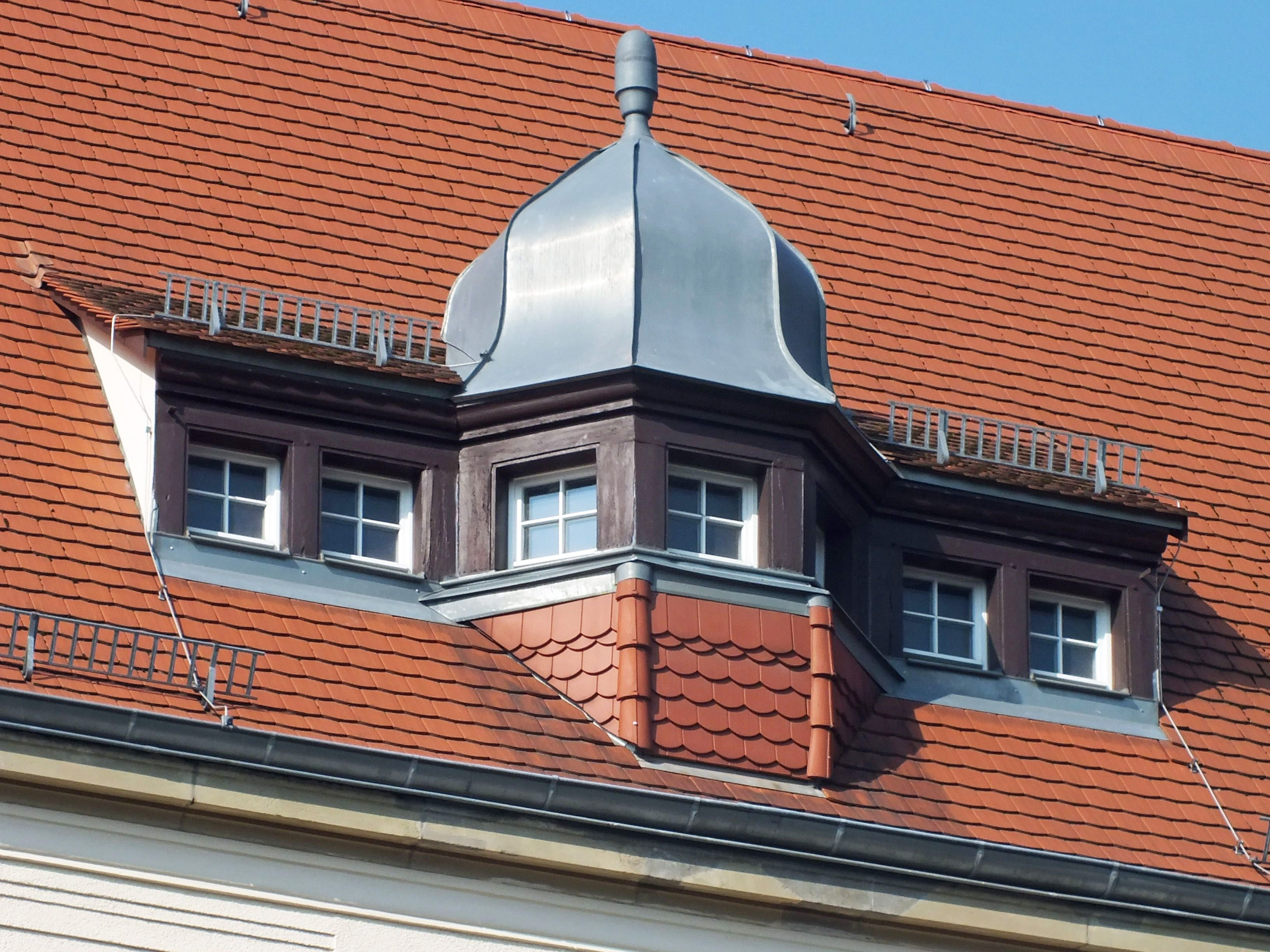
Dachgaube (2020)
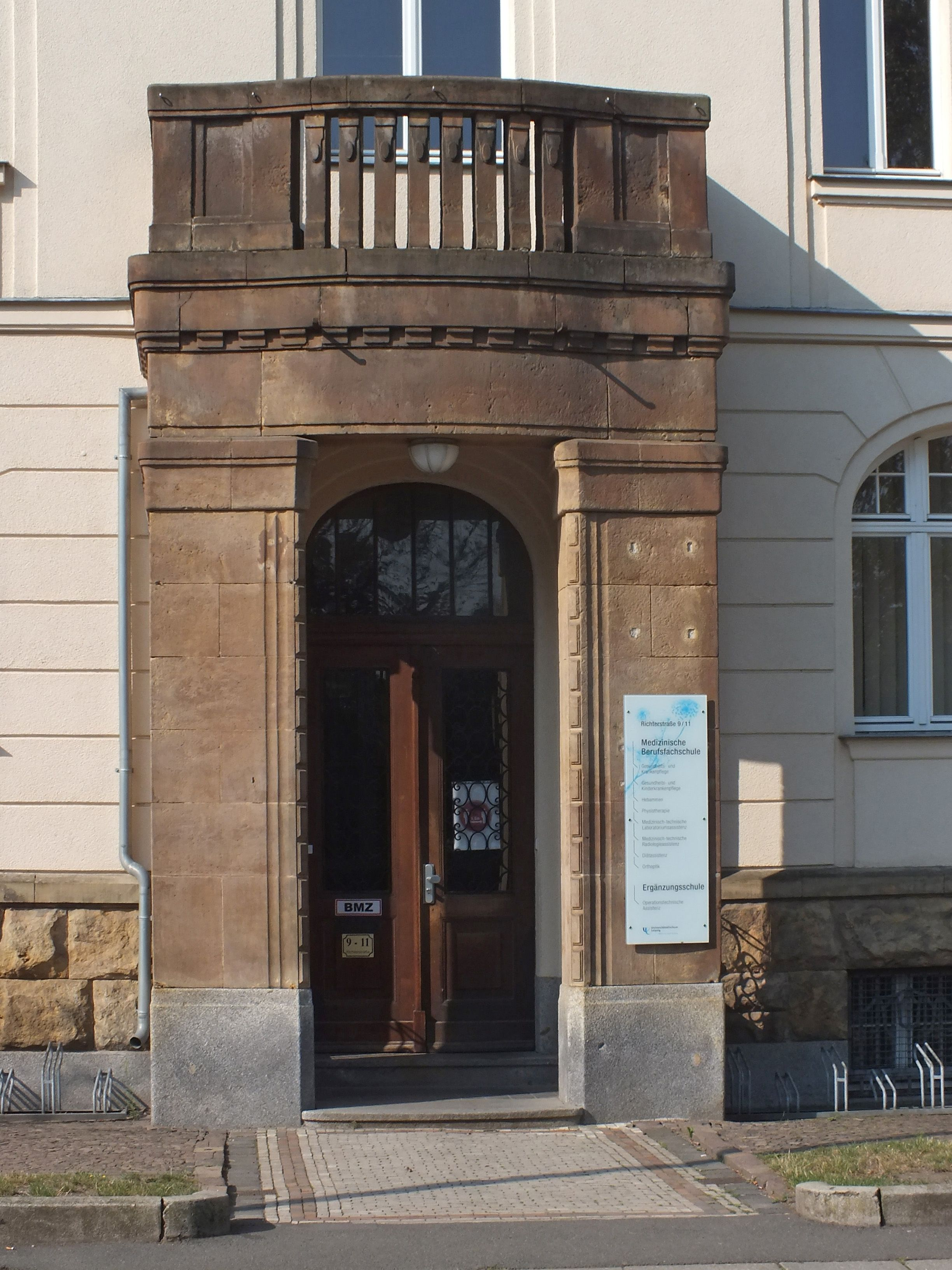
Eingang (2020)

Das Gebäude ist ein dreigeschossiger, der Reformarchitektur zuordenbarer  Dreiflügelbau mit Putzfassade und Granitsockel. Der 63 Meter langen Hauptfront schließen sich zwei unterschiedlich lange Seitenflügel an. Ein offener Turmstumpf und ein kleiner Wellengiebel markieren die Mitte des Längsflügels. Sein Dach trägt zwei mehrfenstrige Gauben mit einer Glockenhaube. Die Südostecke bilden zwei hohe Wellengiebel über lisenenartig leicht hervortretender Wand mit dem Gebäudeeingang. Auf dem Schnittpunkt ihrer Dächer sitzt ein kleiner Turm mit Laterne. Auch an der Nordwestecke tritt die Wand hervor, aber die Giebel fehlen. In dem sich anschließenden Seitenflügel ist das Dachgeschoss ausgebaut.

## Geschichte

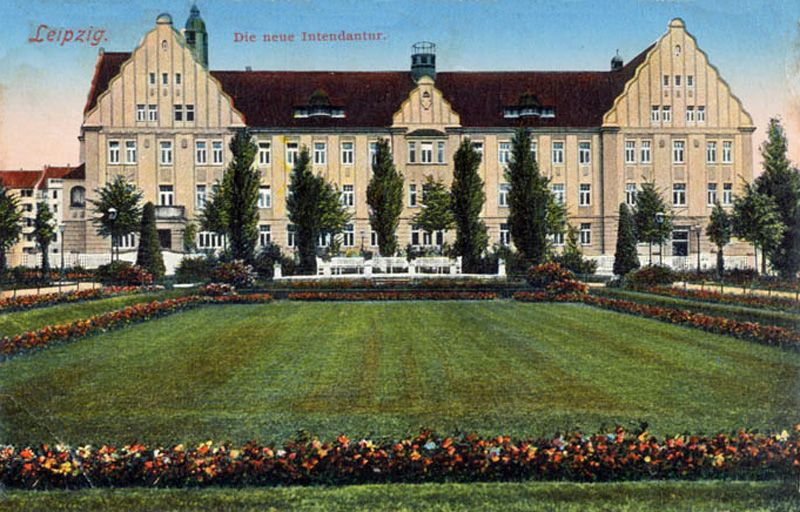
Intendantur (1914)
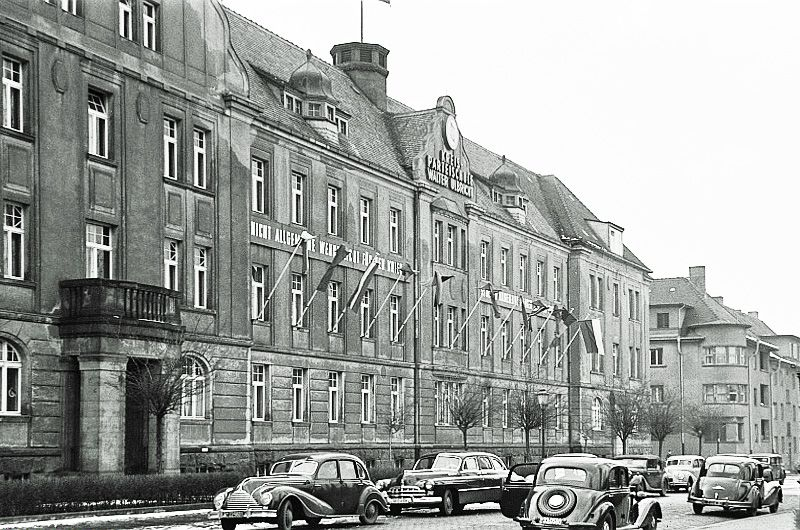
Kreisparteischule (1952)

Von Mai 1911 bis September 1912 wurde nach Plänen des Militär-Bauinspektors Trunkel an der Richterstraße die Intendantur des XIX. Armeekorps errichtet. Sie zeigte eine symmetrische Frontfassade mit Wellengiebeln auf beiden Seiten. Nach 1918 wurde das Gebäude durch das Landesfinanzamt genutzt. 1936 erfolgte ein Umbau mit Verlängerung des nordwestlichen Seitenflügels unter Wegfall der Wellengiebel. Im Zweiten Weltkrieg erfuhr das Gebäude keine wesentlichen Schäden. Am 2. Februar 1952 fand die feierliche Namensgebung der SED-Kreisparteischule „Walter Ulbricht“  statt, die nunmehr in dem Hause residierte. Am 11. Dezember 1989 begann für die Schüler der Medizinischen Fachschule der Karl-Marx-Universität der Unterricht in den Räumen der ehemaligen Parteischule. Nach 1990 wurde das Gebäude saniert.